# Az-Zuma

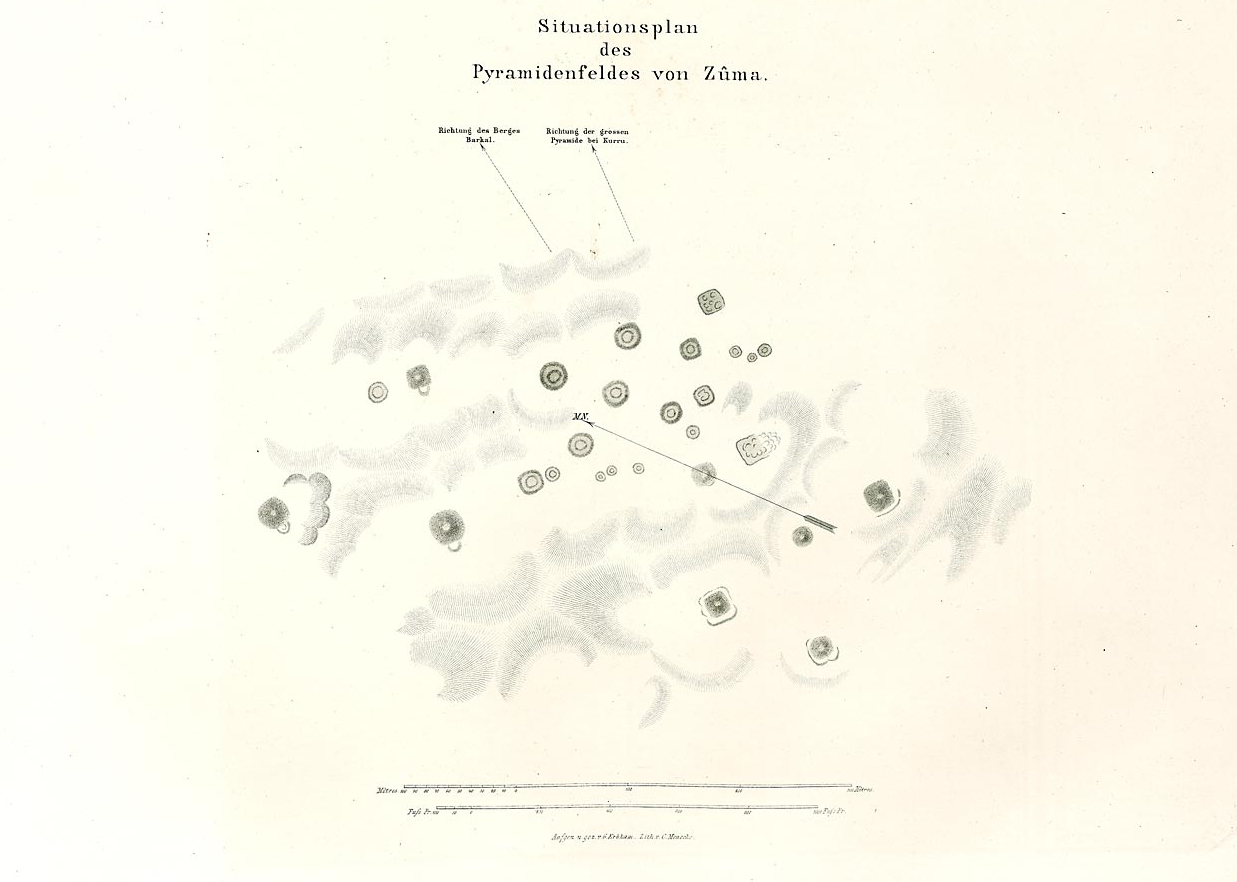
Plan sytuacyjny cmentarza w Zumie wykonany w połowie XIX wieku przez ekspedycję Karla Richarda Lepsiusa. Lepsius mylnie założył, że kurhany są pozostałością piramid podobnych do tych, które znaleziono w Al-Kuru.

Az-Zuma (arab. الزومة, Az-Zūma; ang. Zuma, El Zoma, Ez Zuma) – wieś i stanowisko archeologiczne położone ok. 25 kilometrów w dół Nilu od Dżabal Barkal i Kurajmy w Sudanie, ok. 50 kilometrów w dół rzeki od IV katarakty. Miejscowość i znalezione na jej zachodnim skraju cmentarzysko znajdują się ok. 10 kilometrów od Al-Kuru na prawym brzegu rzeki.
Na terenie wsi od 2004 prowadzone są przez zespół polskich archeologów prace archeologiczne. W ich trakcie zbadano kilkanaście spośród 29 znalezionych na miejscu kurhanów grzebalnych z przełomu V i VI wieku naszej ery. Znalezione w nich kości i artefakty, takie jak gliniane naczynia czy ozdoby stanowią dowód wysokiej złożoności społecznej, a jednocześnie homogeniczności kulturowej Makurii we wczesnym okresie istnienia państwa.

## Prace archeologiczne
Cmentarzysko w Az-Zuma znajduje się na płaskim wzgórzu na zachodnim skraju miejscowości. Było znane archeologom przynajmniej od dwustu lat i wielu badaczy opisywało tę lokalizację. Stanowisko wstępnie zbadały m.in. wyprawy Richarda Lepsiusa, George'a Andrew Reisnera, Wallisa Budge'a, a w czasach współczesnych także zespół Bogdana Żurawskiego. Mimo to nie doszło do wykopalisk i teren wokół Az-Zuma pozostał niezbadany przez archeologów, inaczej niż inne nubijskie stanowiska wczesnochrześcijańskie w Ballanie i Qustul w Dolnej Nubii, Hammur i Tanqasi w pobliżu Dongoli czy el-Hobagi w Środkowym Sudanie. Wczesne ekspedycje wykonały jedynie mapy terenu, szkice oraz zdjęcia lotnicze pola grzebalnego.
Systematyczne prace archeologiczne rozpoczęły się 23 grudnia 2004; pierwszy sezon prac potrwał do 27 stycznia 2005. Prowadził je zespół polskich i sudańskich archeologów. Poprzedził je rekonesans przeprowadzony w ramach misji Southern Dongola Reach Survey (SDRS) pomiędzy styczniem a marcem 1998. Zasięgiem SDRS obejmuje prawy brzeg Nilu od południowego skraju polskiego sektora archeologicznego w Starej Dongoli po Az-Zuma ok. 140 kilometrów na południe.

### Kurhany
Na powierzchni gruntu pozostały do współczesności ślady 29 kurhanów zlokalizowanych w rzędach wzdłuż sezonowych strumieni biegnących z zachodu na wschód. Już w pierwszym sezonie prac trzy z nich archeolodzy poddali dokładniejszym badaniom, w sezonie 2007 zbadano następnych pięć, w 2009 kolejne cztery a w 2011 kolejne trzy. Wszystkie znalezione na miejscu pozostałości kurhanów wykonano z ziemi bądź ziemi przemieszanej ze żwirem, które utrzymywane są na miejscu przez warstwę nieobrobionych kamieni pokrywających powierzchnię, lub przez pierścień bloków z lokalnego piaskowca otaczający podstawę kopca. Na podstawie zawartości i budowy wyróżniono trzy różne typy stanowisk grzebalnych.
Kopce tzw. typu trzeciego są płaskie i mają mniej niż 0,7 metra wysokości i średnicę od 9 do 20 metrów. Zbudowane są z piasku wymieszanego z drobnym żwirem, wokół podstawy biegnie pierścień z ciasno ułożonych bloków piaskowca. Do komór grobowych prowadził pionowy, prostopadłościenny w przekroju szyb, zorientowany na osi wschód-zachód, z niszą stanowiącą właściwe miejsce pochówku umieszczoną na południowej ścianie szybu. Był to typowy dla regionu między III a IV kataraktą rodzaj pochówków w okresie powstania nekropolii w Az-Zuma.
Typ pierwszy stanowią kopce o średnicy od 25 do 53 metrów, pokryte w całości kamieniem. Ze względu na tę cechę wcześni badacze wizytujący Az-Zumę zakładali, że są one pozostałościami niewielkich piramid podobnych do tych z Kurru, czego jednak nie potwierdziły współczesne badania. Największe z kamieni pokrywających powierzchnię kopca mają 35 × 25 × 15 centymetrów, większość jest mniejsza. Ocenia się, że w chwili ukończenia kurhany tego typu miały od 6 do 13,5 metra wysokości. Tumulusy tego typu znajdują się na obrzeżach cmentarzyska.
Z kolei kopce typu drugiego są mniejsze, mają średnicę od 21 do 31 metrów, wysokość od 0,8 do dwóch metrów i są wykonane z piasku przemieszanego z dużą ilością żwiru. Mają spłaszczony kształt i pokryte są z rzadka ułożonymi nieobrobionymi kamieniami, lub nie posiadają w ogóle pokrycia, a ich trwałość zapewniał jedynie niski pierścień kamienny otaczający ich podstawę. Szyb w grobowcach tego typu ma kształt litery M (patrząc od góry), odchodzą od niego dwie komory: południowa zawierała sam pochówek, zachodnia – inwentarz grzebany razem ze zmarłym.
Cechą charakterystyczną kurhanów typu I i II jest oddalenie komory grobowej od pionowego szybu o kilka do kilkunastu metrów, w chwili budowy łączył je odpowiedniej długości tunel. Podobne tunele znaleziono jak dotąd jedynie na cmentarzu w Hammur. Choć podobne tunele dość często kopali złodzieje próbujący dostać się do grobowców, w przypadku Hammur i Az-Zumy wydaje się, że powstały one jeszcze w czasie budowy grobowców i mogły mieć jakiś cel rytualny. Ich przeznaczenie nie jest jednak znane.
Wszystkie odkopane dotąd grobowce zostały były splądrowane w dawnych wiekach przez rabusiów grobów; niektóre z nich ograbiono zaledwie na kilka lat przed rozpoczęciem prac archeologicznych. Do zniszczenia przyczynili się także późniejsi mieszkańcy tych ziem, także współcześnie pozyskujący budulec z kurhanów. Mimo to w zbadanych grobowcach znaleziono bogate zbiory ceramiki użytkowej, koraliki, przedmioty metalowe i fragmenty kości zwierząt (głównie hodowlanych: wielbłądów, kóz i owiec). Znajdują się zarówno w głównych komorach grobowych, jak i w dodatkowych komorach przeznaczonych specjalnie na dary składane do grobu wraz ze zmarłym. Na podstawie znalezisk ceramicznych pochówki datowane są na koniec V i pierwszą połowę VI wieku naszej ery.
Poza kurhanami, w północnej części nekropoli znaleziono także pozostałości prostych grobów powierzchniowych, zorientowanych na osi północ-południe lub wschód-zachód, co może wskazywać na pochówki, odpowiednio, muzułmańskie i chrześcijańskie.
Cmentarzysko w Az-Zumie w 2003 zostało wpisane przez UNESCO na listę światowego dziedzictwa, wraz z innymi stanowiskami archeologicznymi położonymi w okolicy.